# Ludwinowo (rejon brasławski)
Ludwinowo – dawna kolonia. Tereny, na których była położona, leżą obecnie na Białorusi, w obwodzie witebskim, w rejonie brasławskim, w sielsowiecie Widze.

## Historia
W czasach zaborów dobra i zaścianek leżał w granicach Imperium Rosyjskiego.
W latach 1921–1939 folwark i zaścianek leżały w Polsce, w województwie nowogródzkim (od 1926 w województwie wileńskim) w powiecie brasławskim w gminie Dryświaty.
Według Powszechnego Spisu Ludności z 1921 roku zamieszkiwało:
- folwark – 8 osób, wszystkie były wyznania rzymskokatolickiego i zadeklarowały polską przynależność narodową. Były tu 2 budynki mieszkalne[5].
- zaścianek – 17 osób, wszystkie były wyznania rzymskokatolickiego i zadeklarowały polską przynależność narodową. Były tu 4 budynki mieszkalne[5].

Zgodnie z Wykazem z 1931, była to już jedna miejscowość. W kolonii Ludwinowo w 5 domach zamieszkiwało 27 osób.
Miejscowość należała do parafii rzymskokatolickiej w Gajdach. W 1933 podlegała pod Sąd Grodzki w m. Turmont i Okręgowy w Wilnie; właściwy urząd pocztowy mieścił się w Dryświatach.